# 鉄のトライアングル
鉄のトライアングル（てつのトライアングル）とは、政策形成過程における政官財（政官業。政界、官界、財界の3業界）の癒着構造を示す語。鉄の三角形、鉄の三角同盟とも呼ばれる。

## 概要
政官財が以下の行動を取ることにより、国益・国民益より省益・企業益・私益が優先される。
- 財界等の業界団体や圧力団体が政治献金で族議員に代表されるような政治家を支援し、財界に影響力のある官僚を天下りで懐柔する。
- 官僚は所轄業界をまとめ、その利益代表として動き、政治家・財界を許認可権限・公共事業・補助金振り分けで影響力を持つ。
- 政治家は官僚・財界の通したい予算・法案成否について影響力を行使し、財界から政治献金を集め、官僚への限定的指揮権を持つ。

日本では政官財だが、南アフリカでは政労資(財)が鉄のトライアングルを形成している。党議拘束の弱いアメリカでは、軍や政策形成に利害を持つ圧力団体が個々の議員を支援する事で鉄のトライアングルの一翼を担っている。